# Двойной просчёт
«Двойной просчёт» (англ. Double Jeopardy) — художественный фильм 1999 года совместного производства США, Канады и Германии, снятый режиссёром Брюсом Бересфордом.
Главные роли в этом фильме исполнили Томми Ли Джонс, Эшли Джадд, Брюс Гринвуд и Бенджамин Вейр. 
Премьера фильма состоялась 21 сентября 1999 в США.

## Сюжет
Либби Пэрсонс счастлива в браке со своим богатым мужем Ником. 

Они отправляются на прогулку на маленькой яхте. Утреннее пробуждение становится для неё кошмарным — Ника нет рядом, вся палуба и её сорочка измазаны кровью так же, как и нож, который она находит. Команда подошедшего корабля Береговой охраны берёт её под арест. Либби не понимает, куда пропал её муж, и начинает его поиски. 
Вскоре полиция Сиэтла берёт её под стражу по обвинению в убийстве мужа. На суде прокурор вдребезги разбивает доводы защиты, прокручивая радиозапись береговой охраны, где Ник призывает помощь, «получив на яхте рану от удара ножом его жены». Суд приговаривает Либби к тюремному заключению. Перед отправкой в тюрьму она просит свою лучшую подругу Энжи, чтобы та присмотрела за её четырёхлетним сыном Мэтти. Во время одного из звонков Либби слышит возглас сына «Папа!», а подошедший Ник кладёт трубку, и разговор прерывается. Для Либби всё становится ясным: её муж Ник жив, он наложил руку на активы компании, получил страховку за свою жизнь, а её подставил. Сокамерницы, видя её переживания, начинают сочувствовать «богатой твари», одна из заключённых, бывший адвокат, помогает ей добиться досрочного освобождения и заявляет ей, что если её муж жив, то она может пристрелить его средь бела дня прямо посреди Таймс-сквер и, согласно пятой поправке, её не смогут осудить.
Получив досрочное освобождение после 6 лет заключения, Либби должна проживать в общежитии для досрочно освобождённых под надзором сотрудника Тревиса Лемана. Она убегает из-под надзора и, проникнув в компьютер торговца живописью, находит, кому была продана картина, принадлежащая мужу. 
Затем Либби находит Ника, живущего на широкую ногу в Новом Орлеане под именем Джонатана Деверо. Энжи погибла при взрыве газа, Мэтти живёт и учится в закрытой элитной школе. Либби требует от Ника отдать ей сына в обмен на её молчание. Тот назначает ей встречу на городском кладбище. Похожий на Мэтти мальчик, подкупленный Деверо, заманивает Либби в засаду; Ник оглушает её и запирает в гробу, стоящем в усыпальнице. Очнувшись, Либби вышибает выстрелами замки гроба и выбирается наружу.
Леман, расследующий дело, тоже начинает подозревать Деверо и верит Либби. Он является к Деверо и требует от него деньги за молчание. Ник заявляет, что Либби уже нет в живых. Та заходит в кабинет, Леман вынимает магнитофон и прокручивает запись голоса Ника, заявляя, что это дело станет «подарком для прокурора». Либби повторяет своё требование отдать ей сына. Ник выхватывает пистолет, ранит Лемана, но Либби убивает его. После этого она едет в школу, где учится её сын, и после долгой разлуки, наконец, встречается с ним.

## В ролях
- Томми Ли Джонс — Трэвис Леман
- Эшли Джадд — Элизабет Пэрсонс
- Брюс Гринвуд — Николас Пэрсонс / Саймон Райдер / Джонатан Деверо
- Спенсер Трит Кларк — Мэтти Пэрсон
- Бенджамин Вейр — Мэтти Пэрсон в 5 лет
- Джей Бразо — Бобби Лонг
- Джон Макларен — Руди
- Эд Эванко — Уоррен
- Аннабет Гиш — Анжела Грин
- Мишель Стэффорд — Сюзанна Монро
- Дэниэл Лапэйн — эксперт по компьютерным сетям
- Рома Маффиа — Маргарет

## Реакция
Сайт Rotten Tomatoes дал фильму довольно низкий рейтинг 26 %: из 82 критиков 61 поставил фильму негативную оценку. Фильм получил средний рейтинг 4,4 балла по десятибалльной шкале.
Американский адвокат и профессор права Алан Дершовиц раскритиковал фильм за неправильную интерпретацию пункта Пятой поправки к Конституции США, говорящего о недопустимости двойной или повторной ответственности за одно и то же совершённое преступление (англ. Double Jeopardy). «Это два отдельных дела, — поясняет Дершовиц. — В первый раз главная героиня была ошибочно приговорена. Возможно она могла бы судиться повторно. Но во второй раз она совершила или, по крайней мере, планировала совершить отдельное преступление. Защита Пятой Поправки в данном случае не вступает в силу». Более того, согласно решению Федерального Суда по делу «Ларри Хит против штата Алабама» (1985), приговор штата Джорджия не может препятствовать уголовному делу в Федеральном Суде или в штате Луизиана, даже за идентичное преступление.